# Savannah Steyn
Savannah Steyn (Londres, 1996) es una actriz británica conocida por interpretar el personaje de la policía espacial Ash Harper en el drama de ciencia ficción Intergalactic de la cadena británica Sky One. También ha participado en otras producciones como The Tunnel de Sky Atlantic, el largometraje Crawl y en 2022 interpretó el papel de lady Laena Velaryon en la serie de televisión La casa del dragón.

## Biografía
Savannah Steyn nació en el sur de Londres en el municipio de Wandsworth (London Borough of Wandsworth), se formó en The BRIT School y posteriormente estudió en la Guildhall School of Music and Drama.
Hizo su debut actoral en 2016 interpretando el papel de Charlie en el cortometraje Fulcrum. Entre 2017 y 2018, apareció como Kayla en la serie de televisión de drama y suspense The Tunnel y ese mismo año, 2018, participó en varias series de televisión como Wannabe, Shortflix y en un episodio de la primera temporada de la serie de televisión británica, A Discovery of Witches, basada en la trilogía de novelas del mismo título de Deborah Harkness. Al año siguiente tuvo un pequeño papel en la película estadounidense de terror y supervivencia Infierno bajo el agua.
En 2021, interpretó su primer papel protagonista el de la policía espacial Ash Harper en el drama de ciencia ficción Intergalactic de la cadena británica Sky One. También en 2021, fue seleccionada para interpretar el papel de lady Laena Velaryon, hija de Corlys Velaryon y Rhaenys Targaryen en un episodio de la serie de HBO La casa del dragón, una precuela de Juego de tronos que se estrenó el 21 de agosto de 2022. La acción tiene lugar unos 200 años antes de los eventos relatados en Juego de Tronos, concretamente 172 años antes del nacimiento de Daenerys Targaryen, y trata específicamente sobre las consecuencias de la guerra conocida como la Danza de los Dragones.
En octubre de 2022, se publicó que Steyn interpretaría a Ahsoka Tano de joven (interpretada por Rosario Dawson de adulta) en el spin-off de la serie original de Disney+ The Mandalorian titulado Ahsoka.

## Filmografía
| Año       | Título                          | Papel                | Notas                            | Ref.         |
| --------- | ------------------------------- | -------------------- | -------------------------------- | ------------ |
| 2016      | Fulcrum                         | Charlie              | Cortometraje                     |              |
| 2017-2018 | The Tunnel                      | Kayla                | 3 episodios                      |              |
| 2018      | Wannabe                         | Chantal              | 4 episodios                      | [ 5 ] [ 15 ] |
| 2018      | Shortflix                       | Amma                 | Miniserie; episodio «Ladies Day» |              |
| 2018      | El descubrimiento de las brujas | Camarera             | Episodio 1x05                    |              |
| 2019      | Infierno bajo el agua           | Lisa                 | Largometraje                     | [ 7 ]        |
| 2020      | Mister Winner                   | Leanne               | Episodioː «The Interview»        |              |
| 2021      | Intergalactic                   | Ash Harper           | Personaje principal; 8 episodios | [ 1 ] [ 8 ]  |
| 2022      | La casa del dragón              | Laena Velayron       | Episodio: «Iluminamos el camino» | [ 3 ]        |
| 2023      | Ahsoka                          | Ahsoka Tano de joven |                                  | [ 14 ]       |
| 2023      | Black Cake                      | Grace Sinnema        | Episodio «Mother»                |              |
| 2024      | Played and Betrayed             | Andrea               | Largometraje                     |              |
| 2024      | 5lbs of Pressure                | Lori                 | Largometraje                     |              |

## Teatro
| Año  | Título | Papel | Compañía               | Ref.   |
| ---- | ------ | ----- | ---------------------- | ------ |
| 2016 | Hatch  |       | Talawa Theatre Company | [ 16 ] |